# Akjoujt
Akjoujt è una cittadina della Mauritania occidentale, capoluogo della regione di Inchiri. La sua economia ruota principalmente intorno all'estrazione di oro e rame.
Nella zona di Akjoujt sono stati rinvenuti reperti che attestanoo la presenza di una civiltà dell'Età del Rame fiorita intorno al V secolo a.C.